# Bioles
Los bioles son abonos de tipo foliar orgánico, resultado de un proceso de digestión anaeróbica de restos orgánicos de animales y vegetales (estiércol, residuos de cosecha). Son ricos en fitohormonas, un componente que mejora la germinación de las semillas, fortalece las raíces y la floración de las plantas. Su acción se traduce en aumentos significativos de las cosechas a bajos costos.
La producción de biol es un proceso relativamente simple y económico, ya que la fabricación de un biodigestor (a pequeña escala) es fácil y los insumos son residuos orgánicos que son considerados desechos. Sin embargo, su elaboración tiene un periodo de entre dos y tres meses. Durante la digestión anaeróbica se obtienen dos partes: una sólida y una líquida. La primera es conocida como biosol y se obtiene como producto de la descarga o limpieza del biodigestor donde se elabora el biol. La parte líquida es conocida como biol. El resto sólido está constituido por materia orgánica no degradada, que puede utilizarse para aumentar la producción agrícola.
En estudios realizados a bioles a base de estiércol de bovino, se observó la presencia de numerosos microorganismos como: bacterias, levaduras, actinomicetes y bacilus en especial Bacillus subtilis. Estos microorganismos sintetizan sustancias antibióticas, las cuales demuestran tener gran acción y eficiencia como sustancias fungostáticas y bacteriostáticas.

## Descripción.
Los bioles son biopreparados artesanales a base de desechos orgánicos, los cuales pueden ser modificados de acuerdo a lo que necesite el suelo o plantas de un huerto o granja. Estos son una alternativa ecológica de fertilización natural, en la cual no se utiliza ningún tipo de químicos, lo cual trae muchos beneficios para el factor medioambiental y económico.

## Beneficios.

### Son completamente amigables con el medio ambiente.
Los bioles, al estar preparados por desechos orgánicos son completamente amigables con el medio ambiente, debido a que no poseen ningún factor dañino para los suelos o las plantas.

### Son baratos y fáciles de conseguir/hacer.
Al contrario de los químicos, los bioles son muy fáciles de hacer, ya que están hechos a partir de desechos de la granja/huerto, por lo tanto, no se generan gastos (son mínimos) para el campesino que este fermentando los desechos orgánicos en la producción de un biol.

### Tienen triple propósito.
Los bioles, cuando se están fermentando, genera gas metano, el cual puede ser utilizado en una estufa para cocinar, además, al terminar de fermentarse, se toma el líquido que queda y se rocía a las plantas por vía foliar, y el desecho sólido restante, puede utilizarse como abono.

## Composición de los bioles.
Los bioles esta conformados por:
1. Estiércol: Este puede ser de animales porcinos o bovinos
2. Material Foliar: Este puede ser de cualquier tipo de planta, dependiendo de qué nutrientes se necesiten en la granja o huerto.
3. Frutas: Sobre todo las ricas en nutrientes del suelo, como el nitrógeno, fósforo, potasio, calcio, magnesio, hierro, etc.
4. Materia orgánica en general: Dependiendo de los nutrientes que tengan los desechos, y los que necesite la planta.

## ¿Cómo hacer un biol adecuado para una granja específica?
Se debe hacer un estudio de suelos para identíficar que nutrientes faltan para las plantas de la granja en la cual se aplicará el biol, luego, se deberá buscar materia orgánica que tenga los nutrientes necesarios para completar la estabilidad de las plantas, después, iniciar el proceso de fermentación en cual se ponen los ingredientes en un tanque herméticamente sellado, el cual tenga una vía de escape (puede ser una estufa o una botella llena de agua), y esperar hasta que no haya más gas saliendo por la vía de escape.